# 과천문원중학교
과천문원중학교(果川文原中學校)는 대한민국 경기도 과천시 별양동에 위치한 공립 중학교이다.

## 학교 연혁
- 1989년 1월 27일 : 문원중학교 4학급 설립인가
- 1989년 3월 6일 : 제1회 입학식 (194명)
- 1989년 3월 7일 : 초대 김영일 교장 취임
- 1989년 12월 31일 : 교실 총 29실 완공
- 1994년 12월 31일 : 교실 15실 증축 완공
- 1996년 1월 13일 : 「과천문원중학교」 로 교명 개칭
- 1997년 8월 20일 : 학교 급식시설 준공
- 1997년 11월 24일 : 체육관(청양관) 준공
- 1999년 6월 15일 : 축구부 기숙사 준공
- 2010년 8월 31일 : 시청각실 증축
- 2016년 2월 13일 : 급식실 증축 및 리모델링
- 2022년 9월 1일 : 제11대 주미란 교장 취임
- 2024년 1월 5일 : 제33회 졸업식(12학급 364명)
- 2024년 3월 4일 : 제36회 입학식(12학급 375명)

## 참고 자료
- 과천문원중학교 - 한국교육학술정보원 학교알리미